# Cavaliere di Bamberga

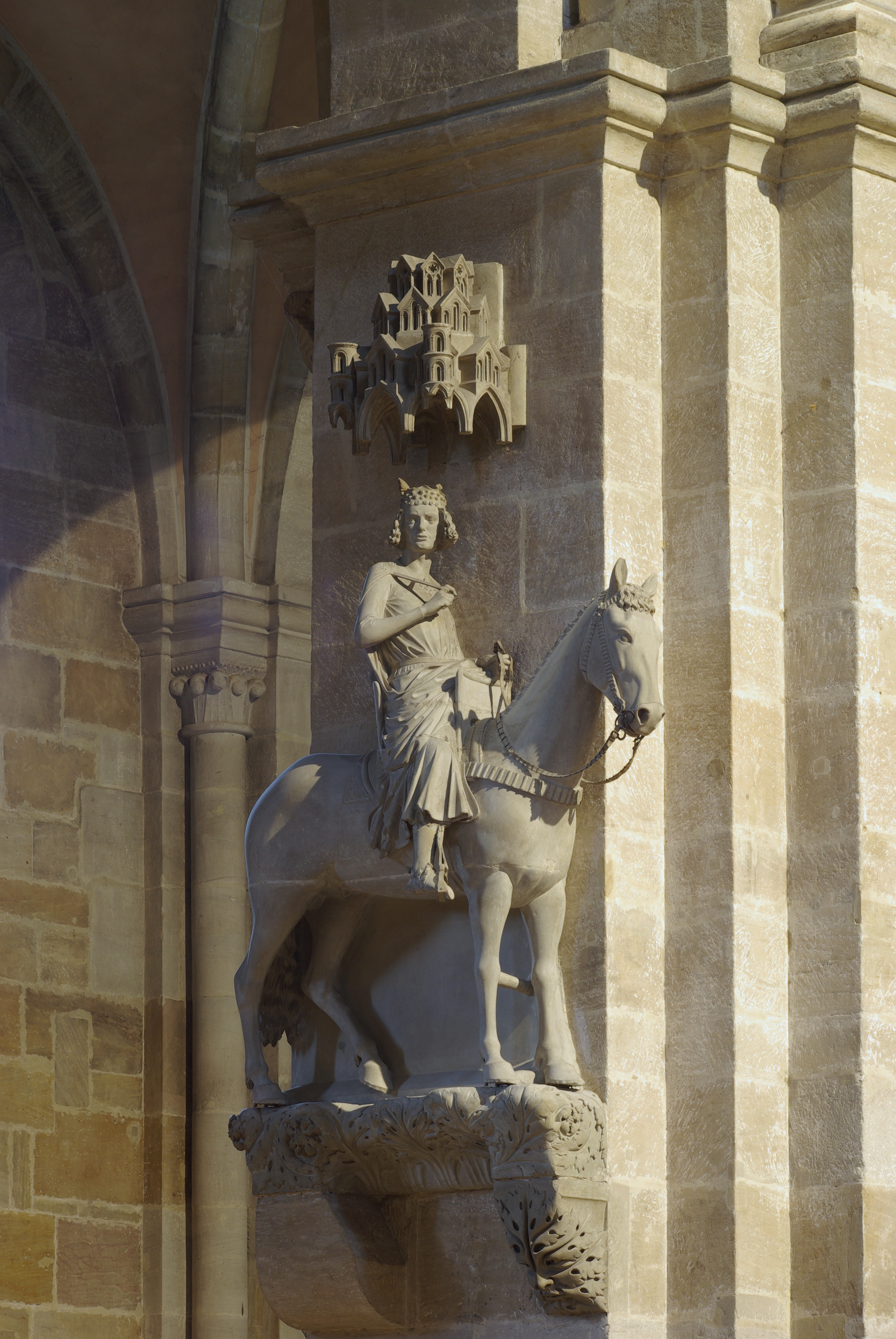
Prospetto

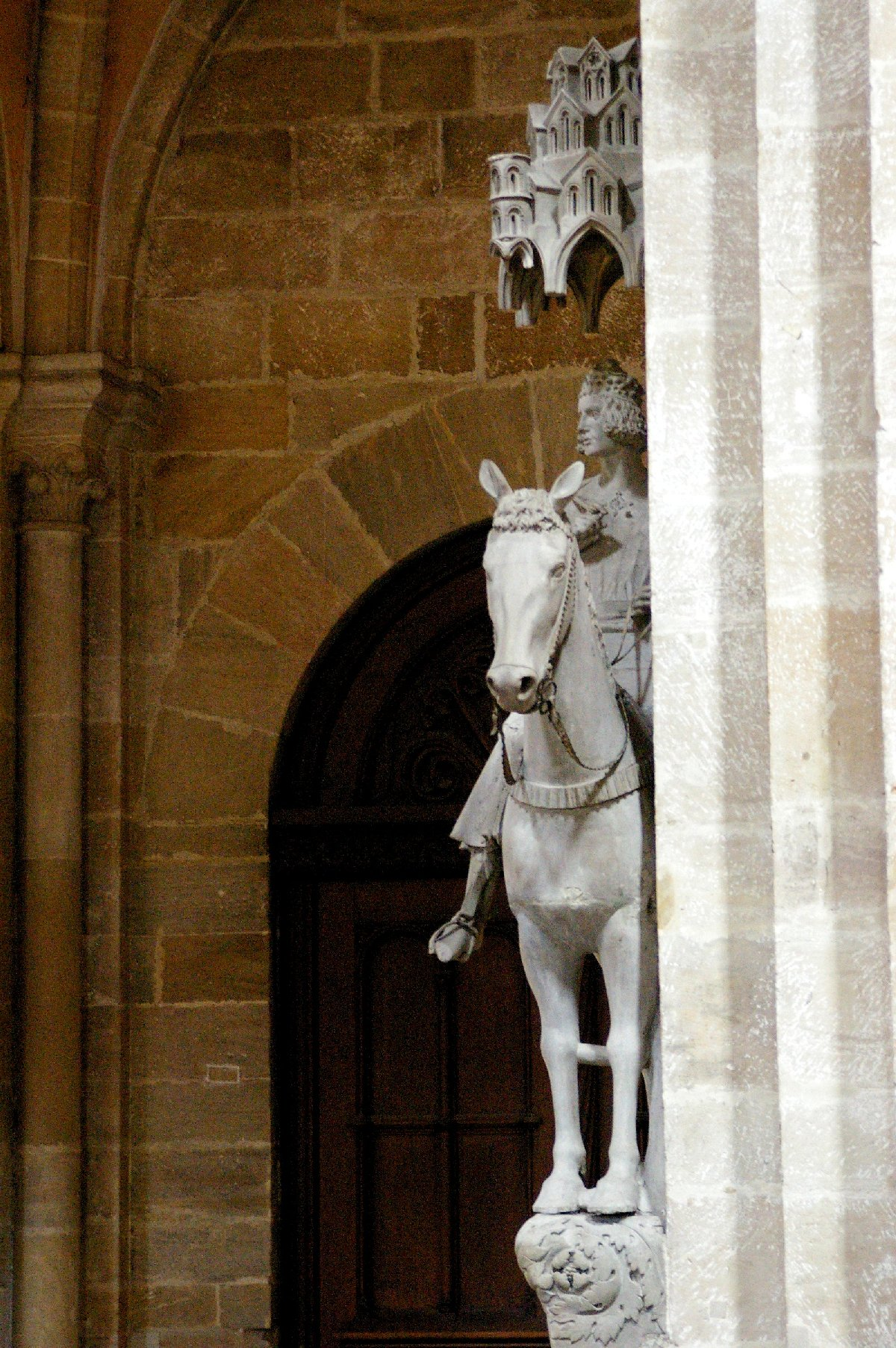
Profilo

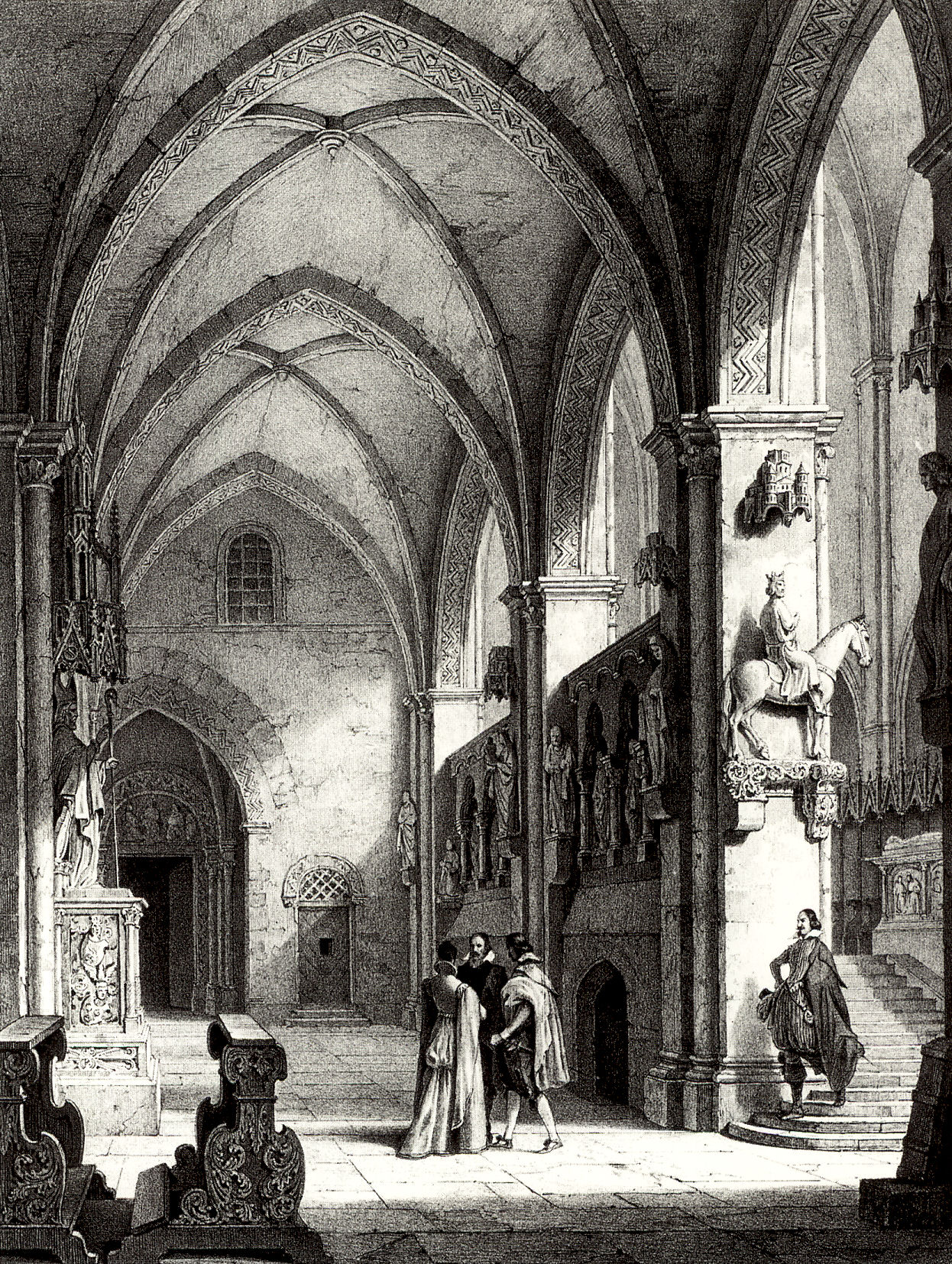
Cavaliere di Bamberga, 1820

Il Cavaliere di Bamberga (Bamberger Reiter), o Cavaliere di pietra (steinerner Reiter), è una famosa statua equestre che si trova nella cattedrale di Bamberga, in Germania. La statua fu realizzata nella prima metà del XIII secolo, probabilmente prima della consacrazione della cattedrale (1237). Si trova su una mensola che decora un pilastro del coro orientale.
È una statua a grandezza naturale che raffigura un cavaliere senza barba, con la corona, senza armi, il capo eretto, lo sguardo rivolto in avanti. La corona e la posizione sul cavallo indicano che si tratta di un nobile di alto lignaggio, che incarna tutte le virtù della cavalleria medievale tedesca.
L'identità del cavaliere ritratto è misteriosa: potrebbe essere Costantino I, Corrado III di Svevia, Enrico II il Santo, santo Stefano d'Ungheria (cognato di Enrico II) o addirittura uno dei Re Magi. Ma si pensa soprattutto, per somiglianza e date, che rappresenti
Federico II di Svevia. Secondo recenti scoperte di archivi inediti e fonti dei MGH , trattasi del giovanissimo Imperatore Federico II, come testimonia la corona o camelot di Re di Sicilia.
È una delle opere più iconiche e rappresentative della scultura gotica tedesca.

## Ipotesi
La statua è stata scolpita probabilmente dopo il 1225 e prima del 1237 (anno della consacrazione della cattedrale). Molti pensano che sia la raffigurazione di un personaggio storico, ma non è chiaro quale. Poiché il Cavaliere porta una corona, in genere si ritiene che rappresenti un re. 
Si ipotizza che la statua fosse policroma.
I re che sono legati a Bamberga, e allo stesso tempo sono stati dichiarati santi, sono Enrico II, canonizzato nel 1200 e sepolto nella Cattedrale; e Stefano I d'Ungheria, cognato di Enrico II e santo venerato nella Cattedrale stessa. Tra i due, è più probabile che si tratti di Stefano. Enrico non era un re romano-tedesco, ma l'imperatore del Sacro Romano Impero, pertanto sarebbe stato raffigurato con le Insegne Imperiali.
Alcuni pensano che la statua sia una rappresentazione simbolica di tutto il mondo. Il demone raffigurato sulla mensola a destra, sotto lo zoccolo del cavallo, rappresenta l'Aldilà e sopra c'è il mondo vegetale; poi c'è il mondo animale, poi l'uomo e, sopra, il baldacchino che rappresenta Gerusalemme, la città celeste, l'Universo.
Secondo altri autori, la figura che si trova sotto gli zoccoli anteriori sarebbe una delle tante rappresentazioni scultoree dell'uomo verde. La studiosa Kathleen Basford, nel suo saggio dedicato a tali figure, definisce questo Uomo Verde "la controparte oscura" del Cavaliere.
Nel 2004 lo storico del Medioevo Hannes Möhring, docente presso l'Università di Bayreuth, ha sostenuto l'ipotesi che il cavaliere disarmato con il mantello e la corona rappresenti il Messia che torna alla fine dei tempi, "il re dei re" di cui parla l'Apocalisse di San Giovanni (Ap. 19:11–16). Nell'epoca delle Crociate, la statua doveva ricordare ai credenti che i nemici del Cristianesimo, soprattutto i musulmani, potevano essere sconfitti veramente solo con la parola di Dio.

## Particolarità
Osservando attentamente il cavallo, si vede che è un cavallo ferrato. È una delle prime rappresentazioni di ferro di cavallo realizzate nella storia.
Durante il Terzo Reich il Cavaliere di Bamberga fu utilizzato dai nazisti come simbolo ariano per scopi di propaganda.
Il poeta tedesco Stefan George (1868-1933) scrisse una poesia sul Cavaliere di Bamberga. Il Cavaliere corrispondeva perfettamente al suo ideale di "impero segreto":

„Du Fremdester brichst noch als echter sproß

Zur guten kehr aus deines volkes flanke.

Zeigt dieser dom dich nicht: herab vom roß

Streitbar und stolz als königlicher franke!

bist du leibhaft in der kemenat

Gemeißelt - nicht mehr Waibling oder Welfe

Nur stiller künstler, der sein bestes tat.

Versonnen wartend bis der himmel helfe.“

(Tu, il più straniero, sorgi come puro germoglio/Diritto dal fianco del tuo popolo./Questo duomo non ti mostra: a cavallo/Valente e fiero come un franco di stirpe reale!/tu pieno di vita sei nel Kemenat/Scolpito - non più ghibellino né guelfo/Solo un muto artefice che fa del suo meglio./Pensoso attendi l'aiuto del cielo.)
L'opera di Stefan George ispirò Claus Schenk von Stauffenberg, l'ufficiale del 17º Reggimento Cavalleria (il Reggimento detto anche "i Cavalieri di Bamberga") che organizzò l'attentato del 20 luglio 1944 contro Adolf Hitler e il successivo tentativo di colpo di Stato.
Il Cavaliere di Bamberga è uno dei simboli più famosi di Bamberga. Nel 2003 le Poste Tedesche (Deutsche Post AG) lo hanno celebrato raffigurandolo su un francobollo della serie Sehenswürdigkeiten.
Nel 2005 è uscito il romanzo di ambientazione medioevale Die Nacht des steinernen Reiters (La notte del cavaliere di pietra) di Guido Dieckmann, che tratta dell'origine del Cavaliere.

## Curiosità
- Il Festival del cortometraggio di Bamberga assegna ogni anno sculture del Cavaliere di Bamberga in cioccolato massiccio e in ferro ai vincitori come premi.
- Durante la Prima guerra Mondiale gli Ulani del 1º Reggimento Reale Bavarese erano chiamati anche i Cavalieri di Bamberga, perché erano di stanza a Bamberga.

## Letteratura
- Basford, Kathleen. The Green Man (L'uomo verde), D.S. Brewer (2004) ISBN 0-85991-497-6.
- Hannes Möhring: König der Könige. Der Bamberger Reiter in neuer Interpretation (Il re dei re. Il Cavaliere di Bamberga in una nuova interpretazione). Königstein im Taunus, 2004. Langewiesche-Verlag, ISBN 3-7845-2141-X.
- Guido Dieckmann : Die Nacht des steinernen Reiters (La notte del Cavaliere di pietra). 2005. Aufbau Taschenbuch Verlag, ISBN 3-7466-2119-4